# Dun-sur-Grandry
Dun-sur-Grandry ist eine französische Gemeinde mit 148 Einwohnern (Stand 1. Januar 2022) im  Département Nièvre in der Region Bourgogne-Franche-Comté (vor 2016 Bourgogne). Sie gehört zum Arrondissement Château-Chinon (Ville) und zum Kanton Château-Chinon (bis 2015 Châtillon-en-Bazois). Die Einwohner werden Dunois genannt.

## Geographie
Dun-sur-Grandry liegt etwa 60 Kilometer ostnordöstlich von Nevers im Morvan. Umgeben wird Dun-sur-Grandry von den Nachbargemeinden Blismes im Norden und Nordosten, Dommartin im Osten und Südosten, Saint-Péreuse im Süden sowie Chougny im Westen.

## Bevölkerungsentwicklung
| Jahr                       | 1962 | 1968 | 1975 | 1982 | 1990 | 1999 | 2006 | 2011 | 2016 |
| -------------------------- | ---- | ---- | ---- | ---- | ---- | ---- | ---- | ---- | ---- |
| Einwohner                  | 255  | 243  | 202  | 178  | 152  | 162  | 151  | 158  | 169  |
| Quellen: Cassini und INSEE |      |      |      |      |      |      |      |      |      |

## Sehenswürdigkeiten
- Kirche Saint-Jean-Baptiste
- Notre-Dame-du-Morvan, 1875 errichtet